# Pyeongchang
Pyeongchang (vertaald: "Vrede en voorspoed") is een district (gun) in de provincie Gangwon-do in Zuid-Korea. Het district telde 43.666 inwoners in 2013. Pyeongchang organiseerde de Olympische Winterspelen 2018 en de Paralympische Winterspelen 2018.

## Olympische Spelen
In 2009 was het de trefplaats voor de Wereldkampioenschappen biatlon 2009. Pyeongchang stelde zich kandidaat om de Olympische Winterspelen 2010 en Olympische Winterspelen 2014 te organiseren. Het Zuid-Koreaanse district verloor echter respectievelijk van de Canadese plaats Vancouver en het Russische Sotsji. Op 6 juli 2011 maakte het Internationaal Olympisch Comité bekend dat het district de Olympische Winterspelen 2018 mocht organiseren.

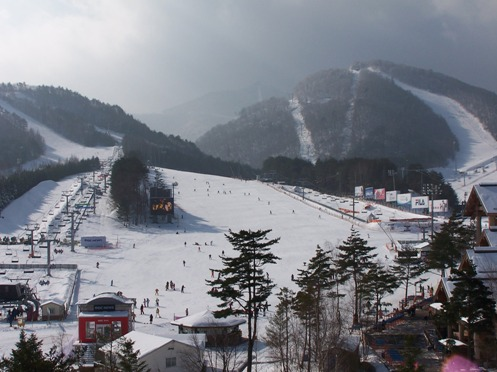
Skigebied van Pyeongchang